# Летонија на Светском првенству у атлетици на отвореном 2015.
Летонија је на Светском првенству у атлетици на отвореном 2015. одржаном у Пекингу од 22. до 30. августа, учествовала дванаести пут, односно учествовала је под данашњим именом на свим првенствима од 1993. до данас. Репрезентацију Летоније представљала су 9 атлетичара (3 мушкараца и 6 жена), који би се такмичили у 8 атлетских дисциплина (3 мушке и 5 женске).,
На овом првенству Летонија је освојила једну бронзану медаљу и по броју освојених медаља делила 32 место.. Поред освојене медаље такмичари Летоније оборили су један национални и четири лична рекорда и остварили седам најбоља лична резултата сезоне. У табели успешности према броју и пласману такмичара који су учествовали у финалним такмичењима (првих 8 такмичара) Естонија је са два учесника у финалу делила 41. место са освојених 8 бодова.
| Плас. | Земља    | 1. место | 2. место | 3. место | 4. место | 5. место | 6. место | 7. место | 8. место | Бр. финал. | Бод. |
| ----- | -------- | -------- | -------- | -------- | -------- | -------- | -------- | -------- | -------- | ---------- | ---- |
| =41.  | Летонија | 0        | 0        | 1        | 0        | 0        | 0        | 1        | 0        | 2          | 8    |

## Учесници
| Мушкарци: - Арнис Румбениекс — 50 км ходање - Марекс Арентс — Скок мотком - Роланд Штробиндерс — Бацање копља | Жене: - Гунта Латисева-Чударе — 400 м - Анита Кажемака — Маратон - Аига Грабусте — Скок удаљ - Синта Озолина — Бацање копља - Мадара Паламејка — Бацање копља - Лаура Икаунијеце-Адмидина — Седмобој |  |

## Освајачи медаља

### Бронза
- Лаура Икаунијеце-Адмидина — Седмобој

## Резултати

### Мушкарци
| Атлетичар          | Дисциплина   | Лични рекорд | Квалификације | Квалификације | Финале            | Финале       | Детаљи |
| Атлетичар          | Дисциплина   | Лични рекорд | Резултат      | Место         | Резултат          | Место        | Детаљи |
| ------------------ | ------------ | ------------ | ------------- | ------------- | ----------------- | ------------ | ------ |
| Арнис Румбениекс   | 50 км ходање | 3:58:35      |               |               | 4:28:55           | 38 / 38 (54) |        |
| Марекс Арентс      | Скок мотком  | 5,65         | 5,55          | 13. у гр. А   | Нису се пласирали | 25 / 33 (40) |        |
| Роланд Штробиндерс | Бацање копља | 83,37        | 79,11         | 12. у гр. Б   | Нису се пласирали | 19 / 33      |        |

### Жене
| Атлетичарка           | Дисциплина   | Лични рекорд | Квалификације | Квалификације | Финале            | Финале       | Детаљи |
| Атлетичарка           | Дисциплина   | Лични рекорд | Резултат      | Место         | Резултат          | Место        | Детаљи |
| --------------------- | ------------ | ------------ | ------------- | ------------- | ----------------- | ------------ | ------ |
| Гунта Латисева-Чударе | 400 м        | 52,29        | 52,17 ЛР      | 5. у гр. 3    | Није се пласирала | 30 / 41 (42) |        |
| Анита Кажемака        | Маратон      | 2:39:57      |               |               | 2:45:54 ЛРС       | 40 / 52 (67) |        |
| Аига Грабусте         | Скок удаљ    | 6,69         | 6,48          | 11. у гр. А   | Није се пласирала | 20 / 31 (34) |        |
| Синта Озолина         | Бацање копља | 64,38        | 62,83 кв, ЛРС | 6. у гр Б     | 62,20             | 7 / 27       |        |
| Мадара Паламејка      | Бацање копља | 66,15 НР     | 62,17         | 6. у гр А     | Није се пласирла  | 13 / 27      |        |

#### Седмобој
| Дисциплина    | Лаура Икаунијеце-Адмидина | Лаура Икаунијеце-Адмидина | Лаура Икаунијеце-Адмидина | Лаура Икаунијеце-Адмидина | Лаура Икаунијеце-Адмидина | Лаура Икаунијеце-Адмидина |
| Дисциплина    | Лич. рек.                 | Резултат                  | Бод.                      | Плас.                     | Укупно                    | Плас.                     |
| ------------- | ------------------------- | ------------------------- | ------------------------- | ------------------------- | ------------------------- | ------------------------- |
| 100 м препоне | 13,33                     | 13,21 ЛР                  | 1.093                     | 6.                        |                           |                           |
| Скок увис     | 1,84                      | 1,77                      | 941                       | 23.                       | 2.034                     | 15.                       |
| Бацање кугле  | 13,22                     | 12,71                     | 708                       | 29.                       | 2.742                     | 20.                       |
| 200 м         | 23,95                     | 23,97                     | 984                       | 5.                        | 3.726                     | 13.                       |
| Скок удаљ     | 6,31                      | 6,32 ЛР                   | 949                       | 5.                        | 4.675                     | 8.                        |
| Бацање копља  | 53,73                     | 53,67 ЛРС                 | 931                       | 2.                        | 5.606                     | 4.                        |
| 800 м         | 2:11,83                   | 2:13,79                   | 910                       | 10.                       |                           |                           |
| Седмобој      | 6.414                     |                           |                           |                           | 6.516 НР                  |                           |